# Lord Voldemort
Lord Voldemort (rođen kao Tom Marvolo Riddle 31. prosinca 1926.), izmišljeni lik iz serije romana o Harryju Potteru britanske spisateljice J. K. Rowling. On je zli čarobnjak i najveći negativac u romanima koji želi osigurati ogromnu moć i besmrtnost korištenjem crne magije. Voldemort se pojavio u šest od sedam dosad objavljenih romana: u Harryju Potteru i Kamenu mudraca zaposjeo je tijelo svog sluge Quirinusa Quirrella, u Harryju Potteru i Odaji tajni pojavio se kao sjećanje iz svog dnevnika, u Harryju Potteru i Plamenom peharu pomoću magije vratio je svoje tijelo, u Harryju Potteru i Redu feniksa borio se s Albusom Dumbledoreom, a u Harryju Potteru i Princu miješane krvi prikazan je samo u sjećanjima u situ sjećanja. Ne pojavljuje se u Harryju Potteru i zatočeniku Azkabana, iako je tamo često spominjan te se u zadnjem, sedmom dijelu ponovno pojavljuje kao glavni antagonist. 
Voldemorta se čarobnjački svijet toliko boji da ga se ne usuđuje zvati imenom. Većina likova u romanima o njemu govori kao o "Znate-Već-Komu" ili "Onomu-Čije-Se-Ime-Ne-Smije-Izgovoriti", iako protagonist, Harry Potter bez straha izgovara njegovo ime, osim kad ne želi izazvati strah drugih vještica i čarobnjaka. Neki drugi mladi likovi, kao što su Hermiona Granger i Ginny Weasley nakon prvotnog oklijevanja ipak su odlučili slijediti Harryjev primjer. Remus Lupin, Sirius Black i Albus Dumbledore nikad nisu oklijevali da izgovore njegovo ime. Njegovi sljedbenici, smrtonoše, ne koriste njegovo ime nego ga nazivaju "Gospodarom tame", a obraćaju mu se s "Moj gospodaru" ili samo "gospodaru".
Voldemort je u romanima smatran jednim od najmoćnijih čarobnjaka svih vremena. Rečeno je da je jedini čarobnjak kojeg se ikad bojao bio Albus Dumbledore, ravnatelj škole vještičarenja i čarobnjaštva Hogwarts, iako je Voldemort zanijekao da se bojao Dumbledorea.

## Povijest

### Rođenje, djetinjstvo i mladost
Lord Voldemort rođen je kao Tom Marvolo Riddle na Staru Godinu 1926. Njegovi su roditelji Tom Riddle Jr. i Meropa Gaunt. Po majčinoj je strani posljednji potomak slavnog čarobnjaka Salazara Slytherina. Po očevoj je strani potomak aristokratske bezjačke obitelji. Riddle st. napustio je Meropu dok je bila trudna kada je shvatio da je vještica i da ga je čarala da ju voli. Umrla je nakon što je rodila, ali je prije smrti rekla da želi da joj se sin zove Tom, po svom ocu, i Marvolo, po njezinom ocu, Marvolu Gauntu. 
Riddle je odgojen u jednom londonskom sirotištu. Dumbledoreova je dužnost bila da posjeti Riddlea kad je napunio 11 godina kako bi ga pozvao u Hogwarts. Do tada je već pokazivao veliki magični potencijal; mogao je pomicati predmete mislima, prisiliti životinje da ga slušaju, razgovarati sa zmijama, izazivati bol kod drugih ljudi i (njegovim riječima) "činiti loše stvari ljudima koji su mu učinili nešto na žao." Međutim, pokazivao je okrutnost, nepoštovanje prema drugima, potrebu za potpunom kontrolom i nedostatak razlikovanja dobra i zla.
Na prvom je sastanku s Dumbledoreom Riddle prikazan kao oštrouman i proračunat dječak hladnog, bezizražajnog lica kojim je pokušavao spriječiti da druge osobe pogode o čemu razmišlja. Bio je siguran da je rođen kako bi se istaknuo i prezirao je svoje ime "Tom", koje je smatrao previše običnim. Pokazao je i svoju glad za moći tijekom male "magične predstave" koju je Dumbledore izveo kao dokaz da je magija stvarna. U Hogwartsu je bio nadaren učenik i postao je miljenik profesora. Bio je prefekt i glavni prefekt. Međutim, Dumbledore nikad nije zaboravio zabavu okrutnošću koju je Riddle pokazao kad su se prvi put sreli i nikad mu nije potpuno vjerovao.
Riddle je pohađao Hogwarts od 1938. do 1945. i bio je u domu Slytherinima. Tijekom ljetnih praznika morao se vraćati u sirotište, što je mrzio. Brzo je okupio grupicu sljedbenika, najvećim dijelom učenika Slytherina, koje je nazivao "prijateljima", ali za koje nije previše mario. Mnogi od njih kasnije su postali smrtonoše, uključujući Averyja i Lestrangea. S njima je počeo koristiti ime "Lord Voldemort"; "I am Lord Voldemort" (Ja sam Lord Voldemort) anagram je njegova punog imena, Tom Marvolo Riddle.
Tijekom Riddleove pete godine školvanja, on je otvorio Odaju tajni, koju je izgradio njegov predak Salazar Slytherin, što je dovelo do smrti Myrtle, učenice bezjačkog podrijetla. Samo je Dumbledore sumnjao na njega zato što je Riddle većinu ostalih profesora uspio šarmirati. Umjesto njega, za otvaranje Odaje optužen je učenik treće godine, Rubeus Hagrid, koji je zbog toga izbačen iz škole.
Ljeto prije svoje sedme i posljednje godine u Hogwartsu vratio se u Little Hangleton s nadom da će pronaći oca svoje majke, Marvola Gaunta, i potvrditi da je on potomak obitelji Gaunt (a preko nje i Salazara Slytherina). Umjesto djeda, pronašao je svog ujaka Morfina i saznao za smrt svoga djeda i za bezjačkog oca. Morfinu je ukrao prsten koji je bio obiteljsko naslijeđe, a nakon saznanja da je njegov otac živ i da je napustio njegovu majku, ubio je svog bezjačkog djeda i baku te svog oca i smjestio Morfinu za ubojstva. Bezjačka je policija posumnjala na Franka Brycea, vrtlara obitelji Riddle zato što u kuću nije provaljeno, a Bryce je bio jedina osoba koja je imala ključ. Uzrok smrti nije mogao biti određen i Frank Bryce je pušten, iako ostali seljani sve do njegove smrti 1994. nisu prestali sumnjati na njega. Tako su za ubojstva koja je počinio Voldemort okrivljena dva nevina čovjeka, a Voldemort je zadržao Gauntov prsten i vratio se u Hogwarts. Tijekom sedme godine postao je još više opsjednut besmrtnošću. Nakon jednog od sastanaka "Slugova kluba" profesora Slughorna tijekom kojih je Slughorn održavao zabave na koje su dolazili samo popularni i talentirani učenici, Riddle je ispitivao Slughorna o horkruksima. Riddle je uspješno zavarao profesora i rekao mu da su mu ti podatci potrebni samo za zadaću i Slughnor mu je objasnio kako i zašto se stvaraju horkruksi.
Nakon završetka školovanja, Voldemort je želio postati učitelj u Hogwartsu. Dumbledore je smatrao da on ima skrivene motive zbog kojih želi posao u školi i protivio se tome. Tadašnji ravnatelj, Armando Dippet, odbio je Voldemortovu molbu uz objašnjenje da nema dovoljno godina i iskustva. Voldemort se zaposlio u Borginu i Burkesu, trgovini predmetima crne magije. Dao je otkaz nakon što je ubojstvom i krađom uspio doći do još dva predmeta osnivača Hogwartsa (medaljona Salazara Slytherina i pehara Helge Hufflepuff). Riddle je opet za ubojstvo okrivio nekog drugog, ovaj put kućnu vilu bivše vlasnice tih predmeta, Hokey. Dumbledore je kasnije razvio teoriju da je Riddle namjeravao iskoristiti te predmete kako bi stvorio horkrukse, spremnike za djeliće svoje duše koji bi ga mogli zaštititi od smrti.

### Uspon
Malo je toga poznato o Voldemortu prije nego što je prigrabio moć 1970-ih godina. Albus Dumbledore pobijedio je crnog maga Grindelwalda kad je Voldemort imao 18 godina pa je moguće da su se njih dvojica upoznali te da je Grindelwald utjecao na Voldemorta. Kad se Tom Riddle prvi put pojavio kao Lord Voldemort, započeo je svoju kampanju "pročišćavanja" čarobnjačke rase i proganjao je čarobnjake i vještice bezjačkog podrijetla (unatoč, ili možda baš zbog svojeg djelomično bezjačkog podrijetla) što se svidjelo starim čarobnjačkim obiteljima. Kasnije je pokazao svoje pravo lice i izgubio je podršku drevnih magijskih obitelji. Postoje samo naznake užasa i nasilja koje je provodio pri pokušaju da preuzme potpunu kontrolu. Mnogi Voldemortovi pristaše, smrtonoše, postali su ozloglašeni zbog korištenja Neoprostivih kletvi protiv onih koji su im se usprotivili te zbog Tamnog znamena kojeg su ispaljivali iznad mjesta gdje su počinili ubojstvo. Voldemort je koristio stroge kazne kako bi osigurao odanost svojih smrtonoša.
Prije uvođenja strahovlade, Voldemort je kontaktirao Dumbledorea, tada već ravnatelja Hogwartsa, i ponovno zamolio za mjesto učitelja Obrane od mračnih sila. Prošlo je deset godina od kada je otišao iz škole. Voldemort je sve manje nalikovao ljudskom biću i zamolio je i da ga se oslovljava imenom koje si je sam nadjenuo na što Dumbledore nije želio pristati. Umjesto toga, Dumbledore je suočio Voldemorta s njegovim postupcima od kada je napustio Hogwarts. Točno je pogodio da se čarobnjak Voldemortovih sposobnosti ne bi stalno prijavljivao za posao učitelja ako nema neke skrivene motive. Odbio je Voldemortu dati posao i od tada se nijedna osoba nije zadržala na mjestu profesora Obrane od mračnih sila dulje od jedne školske godine, a Dumbledore je vjerovao da je to zbog kletve koju je bacio Voldemort. Ironično, ta je kletva ponekad radila protiv Voldemorta pa se tako tri učitelja koji su bili njegovi sluge, Quirinus Quirrell, Barty Crouch ml. i Severus Snape također nisu zadržali na tom radnom mjestu dulje od godine.
Nakon što je odbijen u Hogwartsu Voldemortovi su planovi postali puno ambiciozniji. Počeo je koristiti špijune, ili smrtonoše ili ljude pod kletvom Imperius, koji su se ubacivali na mjesta posebne važnosti, a najviše u Ministarstvo magije. Mnogi su aurori i članovi Reda feniksa ubijeni dok su pokušavali organizirati otpor protiv njega. Čarobnjačkim se svijetom proširio strah, kaos i sumnja; mnogi su ljudi ispitivani jesu li bili pod kletvom Imperius ili su svojevoljno pomagali Voldemortu. Mnoge su žrtve oslobođene nakon što je utvrđeno da je na njih bačena kletva, ali Ministarstvo nikad nije potpuno razjasnilo jesu li čarobnjaci poput Luciusa Malfoya bili ukleti ili su svojevoljno izvršavali zadatke.
Sve do 1980., unatoč naporima Ministarstva magije i Reda feniksa, činilo se da je Voldemort na pragu velike i konačne pobjede. Tek ga je susret s Jamesom i Lily Potter lišio moći i izazvao njegov pad.

### Pad
1979. Sybill Trelawney, prapraunuka poznate i nadarene proročice Cassandre Trelawney, pala je u trans i u prisustvu Albusa Dumbledorea izrekla proročanstvo:
"Dolazi onaj koji ima moć da uništi Gospodara tame... dijete roditelja koji su se triput suprotstavili Gospodaru tame, rođen dok umire sedmi mjesec... i Gospodar tame obilježit će ga kao sebi ravnoga, no on će posjedovati moć koju Gospodar tame ne poznaje... jedan mora umrijeti od ruke drugoga, jer obojica istovremeno živjeti ne mogu... onaj koji ima moć da uništi Gospodara tame rodit će se dok umire sedmi mjesec..."
Dva su dječaka odgovarala opisu iz proročanstva: Neville Longbottom (r. 30. srpnja) i Harry Potter (r. 31. srpnja). Severus Snape, tada smrtonoša, uspio je čuti dio proročanstva Sybill Trelawney, ali ga je u prisluškivanju uhvatio pipničar gostionice Veprova glava (Aberforth Dumbledore, brat Albusa Dumbledorea). Snape tako nije uspio čuti ključni dio proročanstva i zato Voldemort nije znao važne detalje o svom budućem neprijatelju. Voldemort je malog Harryja smatrao vjerojatnijom prijetnjom od Nevillea, iako je Neville bio čistokrvan (i tako po Voldemortovom mišljenju "bolji" čarobnjak), a Harry miješane krvi kao i sam Voldemort. Zato je Harryja "obilježio kao sebi ravnoga." Dumbledore je kasnije objasnio da je taj Voldemortov čin potvrdio da je Harry onaj na kojeg se proročanstvo odnosi. 
31. listopada 1981. Bilo je Noć vještica. Voldemort je pošao prema kući Potterovih. Djeca koja su bila za noć vještica mislili da se Voldemort isto maskirao i jedna djevojčica mu je rekla da skine plašt. On ga je skinuo i djeca su odmah pobjegla. Voldemort je stigao u dom Jamesa i Lily Potter, istaknutih članova Reda feniksa koji su mu se triput suprotstavili (kao što se navodi u proročanstvu), u Godricov dol. Potterovi su znali da Voldemort traga za njima i sakrili su se koristeći Fidelius, veoma moćnu čaroliju koja tajnu povjerava samo jednoj osobi - "Čuvaru tajne". Isprva je obiteljski prijatelj Sirius Black trebao biti Čuvar tajne, ali je na kraju, u pokušaju da Voldemorta navedu na krivi trag, čuvarom postao Peter Pettigrew. Međutim, Pettigrew je izdao Potterove i rekao Voldemortu gdje se skrivaju. James Potter ubijen je dok je pokušavao zaustaviti Voldemorta, a Lily se žrtvovala kako bi pokušala spasiti sina. Tom je Lilyjinom žrtvom Harry dobio magičnu zaštitu koju Voldemort nije očekivao i zbog koje nije uspio ubiti dječaka.  
Harryju je Albus Dumbledore rekao da je Voldemort nakon njegove smrti planirao napraviti horkruks, ali ubojita kletva odbila se od Harryja zbog zaštitne čarolije i pogodila Voldemorta, a jednogodišnji je Harry bez ozljeda preživio napad. Jedini podsjetnik na taj događaj postao je ožiljak u obliku munje na Harryjevu čelu. Nakon napada stvorena je veza između Voldemortova i Harryjeva uma koja ponekad omogućava Harryju da osjeti Voldemortovu prisutnost i "vidi" njegove misli. Voldemort je jedva preživio kletvu koja ga je pogodila i od njega je ostala samo neka vrsta 'duha' koji se sakrio u šumskom predjelu Albanije. Kletvu je preživio samo zbog već stvorenih horkruksa kojima je zaštitio djeliće svoje duše sakrivene u raznim predmetima.
Harryjeva zaštitna čarolija nastala majčinom žrtvom dala mu je zaštitu od svih izravnih Voldemortovih napada. Ta se čarolija mogla održavati dok god je Harry imao dom kod Lilyjinih krvnih rođaka i samo do Harryjeve punoljetnosti (17 godina). Zbog toga je Dumbledore Harryja ostavio na brigu njegovoj teti i tetku, bezjacima Petuniji i Vernonu Dursleyju.
Vijesti o Voldemortovu padu brzo su se proširile čarobnjačkom zajednicom. Bez moći svog gospodara, mnogi su se njegovi sljedbenici predali ili pobjegli. Nekolicina vjernih pristaša pokušala ga je naći, ali bez uspjeha. Oni su uhvaćeni i poslani u Azkaban. Nestala je atmosfera terora koja je dugo vladala cijelom čarobnjačkom zajednicom (ne samo u Velikoj Britaniji nego i cijelim svijetom, Voldemort je imao pristaše u cijelom svijetu), iako vjerojatno nikad nije zaboravljena. Harry Potter preko noći postao je slavan i dobio je nadimak "dječak koji je ostao živ".

### Godine u progonstvu
Voldemort je vodio neku vrstu poluživota, a čak mu je i opstanak bio stalna borba. Njegova je jedina preostala moć bila sposobnost da zaposjedne tuđe tijelo, a često je opsjedao zmije. Životinjska su mu tijela otežavala korištenje magije i to je bila ključna zapreka vraćanju snage i povratku u vlastito tijelo.
Ranih 1990-ih, profesor Quirinus Quirrell, učitelj Obrane od mračnih sila, susreo je Voldemorta u šumama Albanije tijekom jednog od svojih putovanja. Ili zbog obećanja o moći ili na prevaru, Quirrell je dopustio da ga Voldemort opsjedne. Otputovao je u London i uz pomoć svog novog gospodara pokušao ukrasti Kamen mudraca koji bi Voldemortu omogućio ponovno stjecanje moći i dosezanje besmrtnosti. Voldemort je planirao popiti dovoljno Eliksira života da dobije tijelo u kojem bi se mogao nastaviti oslanjati na svoje horkrukse. Otkrivši da je Kamen prebačen iz banke Gringotts u Hogwarts Voldemort/Quirrell pokušao je pronaći način da prođe svih deset sigurnosnih slojeva i dođe do Kamena mudraca. Voldemortove je planove pokvario Harry, sada učenik prve godine u Hogwartsu, i Voldemort je bio prisiljen napustiti tijelo svog domaćina - Quirrell nije uspio ubiti Harryja zbog njegove zaštitne čarolije i umro je kad je Voldemort napustio njegovo tijelo.
Voldemort se nastavio skrivati, ljut što su ga njegovi smrtonoše zaboravili i prestrašen zato što ne može pronaći drugog čarobnjaka kojeg može opsjesti. Sljedeće se dvije godine nastavio skrivati u Albaniji. U tom je razdoblju smrtonoša Lucius Malfoy tajno ubacio jedan od Voldemortovih horkruksa - dnevnik kojeg je vodio mladi Tom Riddle - u Hogwarts. Dnevnik je došao u posjed Ginny Weasley. Pomoću dnevnika sjećanje na Riddlea uspjelo je nagovoriti Ginny da ponovno otvori Odaju tajni i zamalo ubije mnogo učenika. Riddle je zatim pokušao iscrpiti Ginnyjinu životnu energiju kako bi mogao živjeti izvan stranica dnevnika. Harry ga je još jednom uspio pobijediti.
Na Voldemortovu je sreću Peter Pettigrew, koji je izdao Harryjeve roditelje, morao napustiti svoje skrovište i krenuti u potragu za svojim starim gospodarom. Tijekom potrage je oteo Berthu Jorkins od koje je Voldemort doznao za Bartyja Croucha ml., smrtonošu koji je prokrijumčaren iz Azkabana i koji se sada nalazi u kući svog oca. Uz Pettigrewovu je pomoć Voldemort stvorio tijelo u kojem se mogao služiti magijom. Isplanirao je i kako će ponovno stvoriti svoje staro tijelo, ali ovaj put jače. Za ostvarenja tog plana posebno je važna bila otmica Harryja Pottera. Njegov je razgovor s Pettigrewom načuo jedan bezjak, Frank Bryce, kojeg je Voldemort zatim ubio. Albus Dumbledore tvrdio je da je Voldemort nakon ubojstva stvorio šesti i posljednji horkruks.
Kasnije, kad su pomoću putoključa kojeg je stvorio Barty Crouch ml. Cedric Diggory i Harry došli na groblje, Lord Voldemort vratio je svoje tijelo. Pettigrew je Voldemortovim štapićem, kletvom Avada Kedavra, ubio Cedrica i vezao Harryja za nadgrobni spomenik Voldemortovog oca. Zatim je drevnim ritualom uspio ponovno stvoriti tijelo koje je imao prije svog pada. Za taj su proces bila potrebna tri ključna sastojka: "Očeva kost, u neznanju dana", "meso sluge, dragovoljno dano" i "krv neprijatelja, silom uzeta". Harryjeva je krv bila dio Voldemortova ponovnog rođenja i spriječila je sve posljedice zaštine čarolije koja je štitila Harryja još od ubojstva njegove majke 1981. Nakon ponovnog rođenja, Voldemort je pozvao svoje smrtonoše i pokušao ubiti Harryja, ali on mu je još jednom uspio pobjeći.

### Drugi Rat
Prije početka Drugog rata britansko je Ministarstvo magije odbijalo vjerovati da je Lord Voldemort ponovno moćan. Cornelius Fudge započeo je kampanju kojom je pokušao osporiti i ocrniti Harryja Pottera i Albusa Dumbledorea uvredljivim izjavama o njima: Fudge je tvrdio da je Dumbledore "stara budala", a da je Harry Potter psihički nestabilan tinejdžer opsjednut privlačenjem pažnje.
Dumbledore je na uvrede odgovorio okupljanjem novog Reda feniksa sa sjedištem u obiteljskoj kući Siriusa Blacka na Grimmauldovu trgu br.12 u Londonu. Poslao je i predstavnike koji su trebali uvjeriti divove i ostala magična bića da se ne pridruže Voldemortu.
Lucius Malfoy, koji se vratio u Voldemortovu službu, je pokušavao steći što veći utjecaj u Ministarstvu mitom i donacijama te uvjeravanjem Fudgea da prava prijetnja njegovoj vlasti dolazi od Dumbledorea, a ne od Voldemorta. U međuvremenu je Voldemort čekao i oprezno planirao. Samo je šačica čarobnjaka - smrtonoše i članovi Reda feniksa - znala ili vjerovala da se Voldemort vratio što mu je dalo odriješene ruke u planovima protiv Ministarstva, Reda i, najvažnije, Harryja Pottera.
Nakon što je osigurao masovni bijeg smrtonoša iz Azkabana Voldemort odlučio se domoći cijelog proročanstva Sybill Trelawney koje je bilo pohranjeno u Odjelu tajni Ministarstva magije. Voldemort je, u želji da Ministarstvo ne sazna za njegov povratak, poslao grupu smrtonoša da dođu do proročanstva. Plan nije uspio, a jedina je dostupna kopija proročanstva uništena. Sve su osim jednog smrtonoše uhvatili članovi Reda feniksa nakon bitke u zgradi Ministarstva. Došlo je i do dvoboja između Dumbledorea i Voldemorta, ali je Voldemort pobjegao, a sa sobom je poveo i Bellatrix Lestrange, jednu od smrtonoša. Međutim, prije bijega vidio ga je Ministar magije koji je napokon prihvatio činjenicu da se Voldemort vratio. To je dovelo do ponovnog širenja straha u čarobnjačkoj zajednici, a širenju su pomogli i Voldemortovi česti napadi.
Voldemortov je sljedeći korak bio napad na Hogwarts i samog Dumbledorea. Za provođenje tog plana bio je zadužen Draco Malfoy koji je uspio dovesti nekolicinu smrtonoša u Hogwarts iznutra, koristeći dva ormara za nestajanje od kojih se jedan nalazio u školi, a drugi u trgovini Borgin i Burkes. Ormari su omogućili Voldemortovim smrtonošama nesmetan ulaz u Hogwarts, ali Severus Snape je bacio Ubojitu kletvu na Dumbledorea zato što Draco to nije mogao sam učiniti. Zbog Dumbledoreove je smrti ishod bitke išao u Voldemortovu korist, a Harry je trebao osvetiti smrt svojih roditelja, krsnog kuma Siriusa te svog mentora Dumbledorea.
Lord Voldemort u posljednjoj knjizi o Harryju Potteru, Harry Potter i Darovi smrti, baca kletvu Avada Kedavra na Harryja nakon čega se Voldemortov vlastiti štapić okreće protiv njega te ga ubija vlastita kletva. 

## Osobnost i obilježja
Voldemort je opisan kao mršav muškarac veoma blijede kože, lica bjeljeg od kosti, nosa spljoštenog poput zmijske gubice te crvenih očiju s prorezima umjesto zjenica. Ranije je, kao Tom Marvolo Riddle, Voldemort opisivan kao veoma zgodan s jamicama na obrazima te crnih očiju i kose. Preobrazbu u čudovišno stanje vjerojatno je izazvalo bavljenje veoma naprednom crnom magijom, na primjer stvaranje horkruksa kako bi rascijepio dušu.
Voldemort je, kao i većina čarobnjaka koji naginju crnoj magiji i koji potječu iz čistokrvnih čarobnjačkih obitelji, mrzio bezjake i nečistokrvne vještice i čarobnjake, koji su poznati pod pogrdnim imenom "mutnjaci". To je vjerojatno znak mržnje prema samom sebi zato što ni sam Voldemort nije čistokrvni čarobnjak. 
Moguće je da je Voldemortovo znanje magije šire od bilo kojeg drugog živog čarobnjaka, iako u svojem arogantnom vjerovanju u vlastitu nadmoć, on ima naviku zaboraviti naoko nevažne detalje iz svoje prošlosti, što se u nekoliko prilika okrenulo protiv njega. U Harryju Potteru i Plamenom peharu izjavljuje da je zaboravio na drevnu magiju koja je zaštitila Harryja zato što je njegova majka umrla kako bi ga spasila, magiju koju Voldemort ne može razumjeti zato što nikad nije shvaćao ljubav. U Harryju Potteru i Odaji tajni zaboravlja da feniksove suze imaju ljekovita svojstva. 
Postoje neke važne sličnosti između mladog Toma Riddlea i Harryja Pottera - obojica su siročad koju su odgajali bezjaci sve dok nisu primljeni u Hogwarts; postoje i neke fizičke sličnosti: obojica imaju crnu kosu, mršavo lice i sposobnost da razgovaraju sa zmijama (iako je po Dumbledoreovoj pretpostavci Voldemort protiv svoje volje prenio tu sposobnost na Harryja). Obojica su se više osjećala kao kod kuće u Hogwartsu nego bilo gdje drugdje na svijetu. Dumbledore je čak rekao da je Voldemort vjerojatno gajio dublje osjećaje prema Hogwartsu nego prema ikome drugome.
Nakon mnogo teorija, J. K. Rowling, autorica Harryja Pottera, otkrila je da je Voldemortov najveći strah "sramotna smrt" i da bi se njegov bauk pretvorio u njegovo truplo. Voldemortova je najveća želja da bude svemoćan i da živi zauvijek - a to bi i vidio u Zrcalu Erised. 
Što se tiče osobne sposobnosti, on je izopačen, lukav i (relativno) strpljiv strateg. Također, većina je Voldemortovih planova u romanima veoma složena i pokazuje njegov visok stupanj strpljenja. To uključuje i plan tijekom Harryjeve četvrte godine koji je Voldemortu dopustio da zaobiđe pravila o nedozvoljenim putoključevima na posjedu Hogwartsa te plan tijekom Harryjeve pete godine kojim je pokušao doći do proročanstva i koji je propao tek u završnom dijelu. Voldemortova je potpuna nebriga za čovječanstvo u srži njegove osobnosti. On je također nesposoban za bilo koju vrstu ljubavi ili uzajamnog poštovanja zato što nikoga ne smatra sebi ravnim.

## Magija i vještine
Voldemort je parselust, što je dar koji je naslijedio od Salazara Slytherina (čini se[komu?] da je i većina članova obitelji Gaunt naslijedila taj neobični dar) i koji je prenio na Harryja Pottera nakon što se na njega odbila kletva upućena Harryju koja je stvorila vezu između njih dvojice. Također je poznat i kao možda najveći Legiliment i veoma uspješan Oklument – može čitati misli i zaštititi svoj um od "upada" drugih legilimenta. Od mladosti je pokazivao mnoge magične sposobnosti, ali i bezosjećajnost. U školi je bio veoma nadaren i pokazivao je veliku želju za učenje, ali je prije toga bio poznat kao nasilnik koji je mučio djecu iz sirotišta u kojem je i sam odrastao.
On je jedan od rijetkih čarobnjaka koji su uspjeli stvoriti i razumjeti horkrukse (a vjerojatno je i jedini čarobnjak u povijesti koji je napravio više od jednog horkruksa) do te mjere da je preko njih odlučio steći besmrtnost. 
Voldemortov je čarobni štapić napravljen od tisovine, biljke povezivane sa smrću i ponovnim rođenjem, veoma je snažan i posebno pogodan za preobrazbu. Štapić je dug 33 centimetra i u jezgri ima jedno feniksovo pero. Tvorac tog štapića, gospodin Ollivander, to je pero dobio od Dumbledoreova feniksa, Fawkesa. Fawkes je dao još samo jedno preo za jezgru štapića i ironično, taj je štapić za svog vlasnika "izabrao" Harryja Pottera. Zbog jezgre koja je ista kod oba štapića oni ne rade pravilno kad se koriste za međusobnu borbu. Ako ih se ipak natjera na dvoboj, dolazi do efekta čarolije Priori Incantatem tijekom kojeg jedan štapić "natjera" drugog da obrnutim redoslijedom pokaže sve bačene čarolije. Sve je to odigralo važnu ulogu u Harryjevu bijegu od Voldemorta u Harryju Potteru i Plamenom peharu. 
Voldemort je iznimno vješt u čarobnjačkim dvobojima: može bacati čarolije, braniti se zaštitnim čarolijama te aparatirati i dezaparatirati u nekoliko sekundi. Njegove se vještine vjerojatno mogu usporediti samo s vještinama Albusa Dumbledorea. Dumbledore je čak rekao da bi njegove najsloženije čarolije bile beskorisne kad bi se Voldemort vratio na vlast.

## Obiteljsko stablo
|               |               |               |               |                |                |                |                |                                     |                |             |             |              |              |              |              | Salazar Slytherin |               |               |               |               |               |              |              |              |              |  |  |
|               |               |               |               |                |                |                |                |                                     |                |             |             |              |              |              |              |                   |               |               |               |               |               |              |              |              |              |  |  |
| Thomas Riddle | Thomas Riddle | Thomas Riddle | Thomas Riddle | Thomas Riddle  | Thomas Riddle  |                |                | Mary Riddle                         | Mary Riddle    | Mary Riddle | Mary Riddle | Mary Riddle  | Mary Riddle  |              |              | Marvolo Gaunt     | Marvolo Gaunt | Marvolo Gaunt | Marvolo Gaunt | Marvolo Gaunt | Marvolo Gaunt |              |              |              |              |  |  |
| Thomas Riddle | Thomas Riddle | Thomas Riddle | Thomas Riddle | Thomas Riddle  | Thomas Riddle  |                |                | Mary Riddle                         | Mary Riddle    | Mary Riddle | Mary Riddle | Mary Riddle  | Mary Riddle  |              |              | Marvolo Gaunt     | Marvolo Gaunt | Marvolo Gaunt | Marvolo Gaunt | Marvolo Gaunt | Marvolo Gaunt |              |              |              |              |  |  |
|               |               |               |               |                |                |                |                |                                     |                |             |             |              |              |              |              |                   |               |               |               |               |               |              |              |              |              |  |  |
|               |               |               |               |                |                |                |                |                                     |                |             |             |              |              |              |              |                   |               |               |               |               |               |              |              |              |              |  |  |
|               |               |               |               | Tom Riddle St. | Tom Riddle St. | Tom Riddle St. | Tom Riddle St. | Tom Riddle St.                      | Tom Riddle St. |             |             | Meropa Gaunt | Meropa Gaunt | Meropa Gaunt | Meropa Gaunt | Meropa Gaunt      | Meropa Gaunt  |               |               | Morfin Gaunt  | Morfin Gaunt  | Morfin Gaunt | Morfin Gaunt | Morfin Gaunt | Morfin Gaunt |  |  |
|               |               |               |               | Tom Riddle St. | Tom Riddle St. | Tom Riddle St. | Tom Riddle St. | Tom Riddle St.                      | Tom Riddle St. |             |             | Meropa Gaunt | Meropa Gaunt | Meropa Gaunt | Meropa Gaunt | Meropa Gaunt      | Meropa Gaunt  |               |               | Morfin Gaunt  | Morfin Gaunt  | Morfin Gaunt | Morfin Gaunt | Morfin Gaunt | Morfin Gaunt |  |  |
|               |               |               |               |                |                |                |                |                                     |                |             |             |              |              |              |              |                   |               |               |               |               |               |              |              |              |              |  |  |
|               |               |               |               |                |                |                |                | Tom Marvolo Riddle (Lord Voldemort) |                |             |             |              |              |              |              |                   |               |               |               |               |               |              |              |              |              |  |  |